# Hải An, Nam Thông
Hải An (chữ Hán giản thể]: 海安市) là một thành phố cấp huyện thuộc địa cấp thị Nam Thông, tỉnh Giang Tô, Cộng hòa Nhân dân Trung Hoa. Thành phố này có diện tích 1169 ki-lô-mét vuông, dân số năm 2015 là 938.300 người. Về mặt hành chính, thành phố này được chia thành 14 trấn: Hải An, Lão Bá Cảng, Giác Tà, Lý Bảo, Tứ Trường, Đại Công, Thành Đông, Tôn Trang, Nhã Chu, Khúc Đường, Hồ Tập, An Mô, Bạch Điện, Đôn Đầu.